# Чайно-гибридные розы

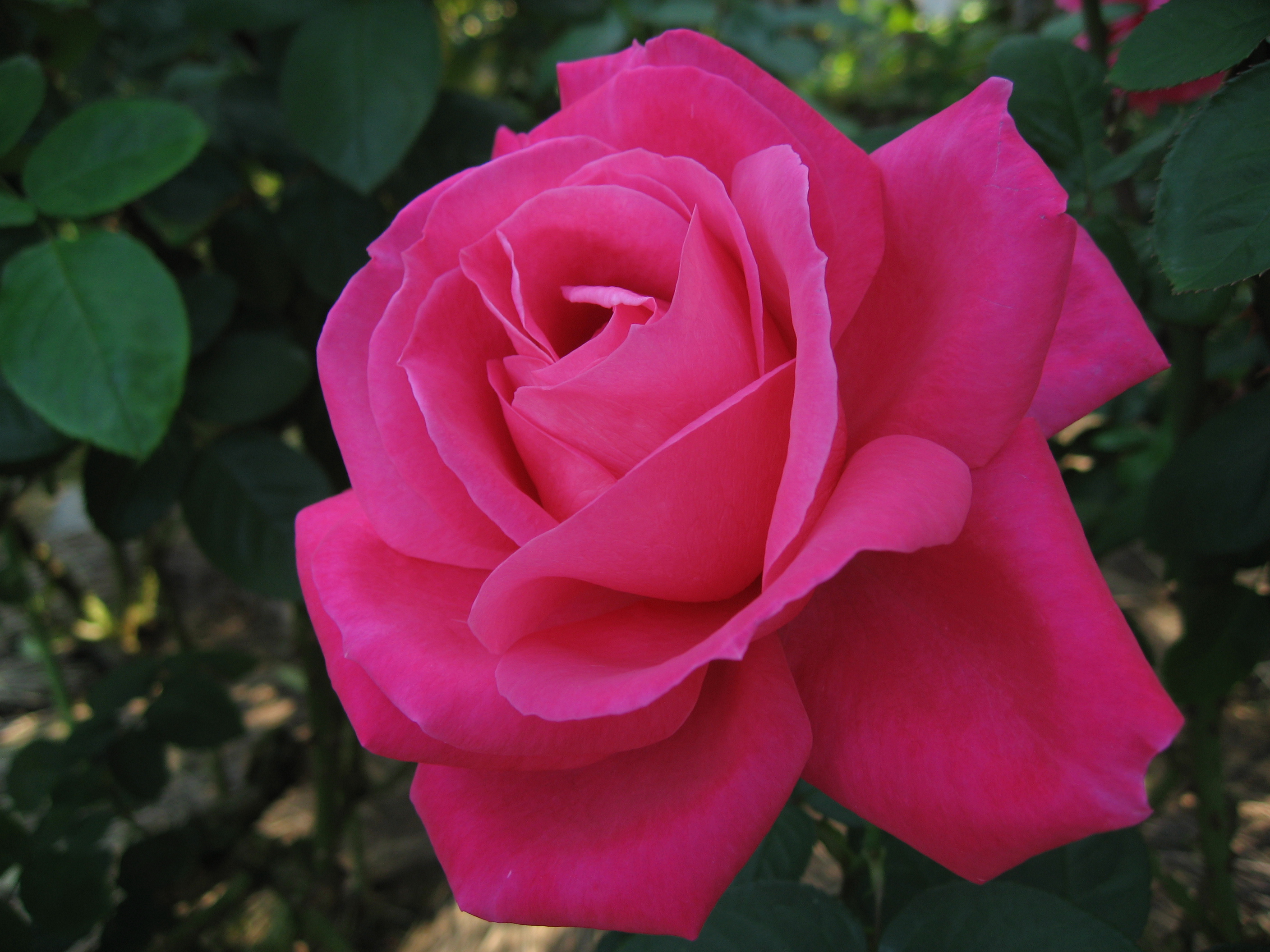
Rosa 'Maria Callas'

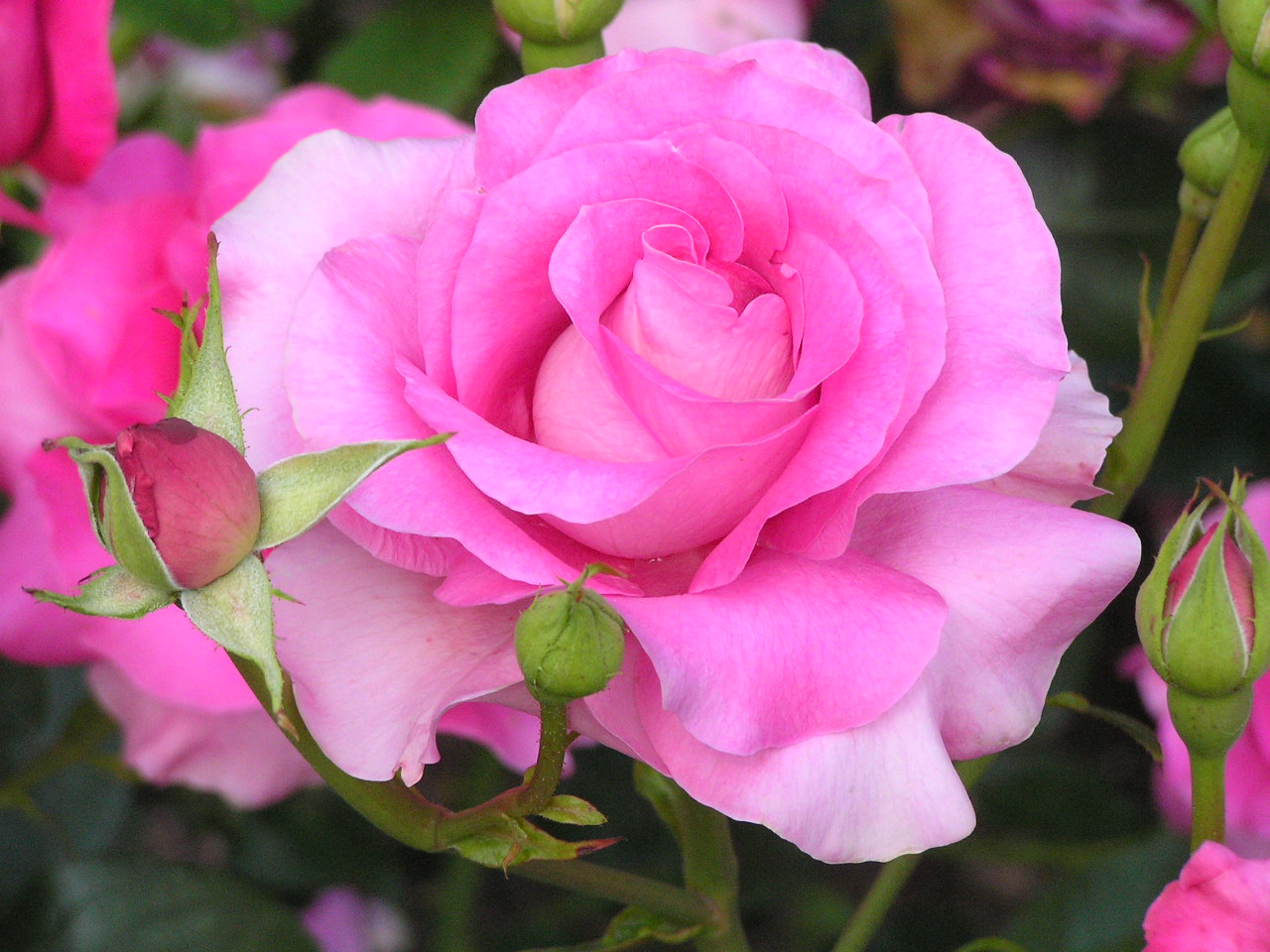
Rosa 'Manou Meilland'

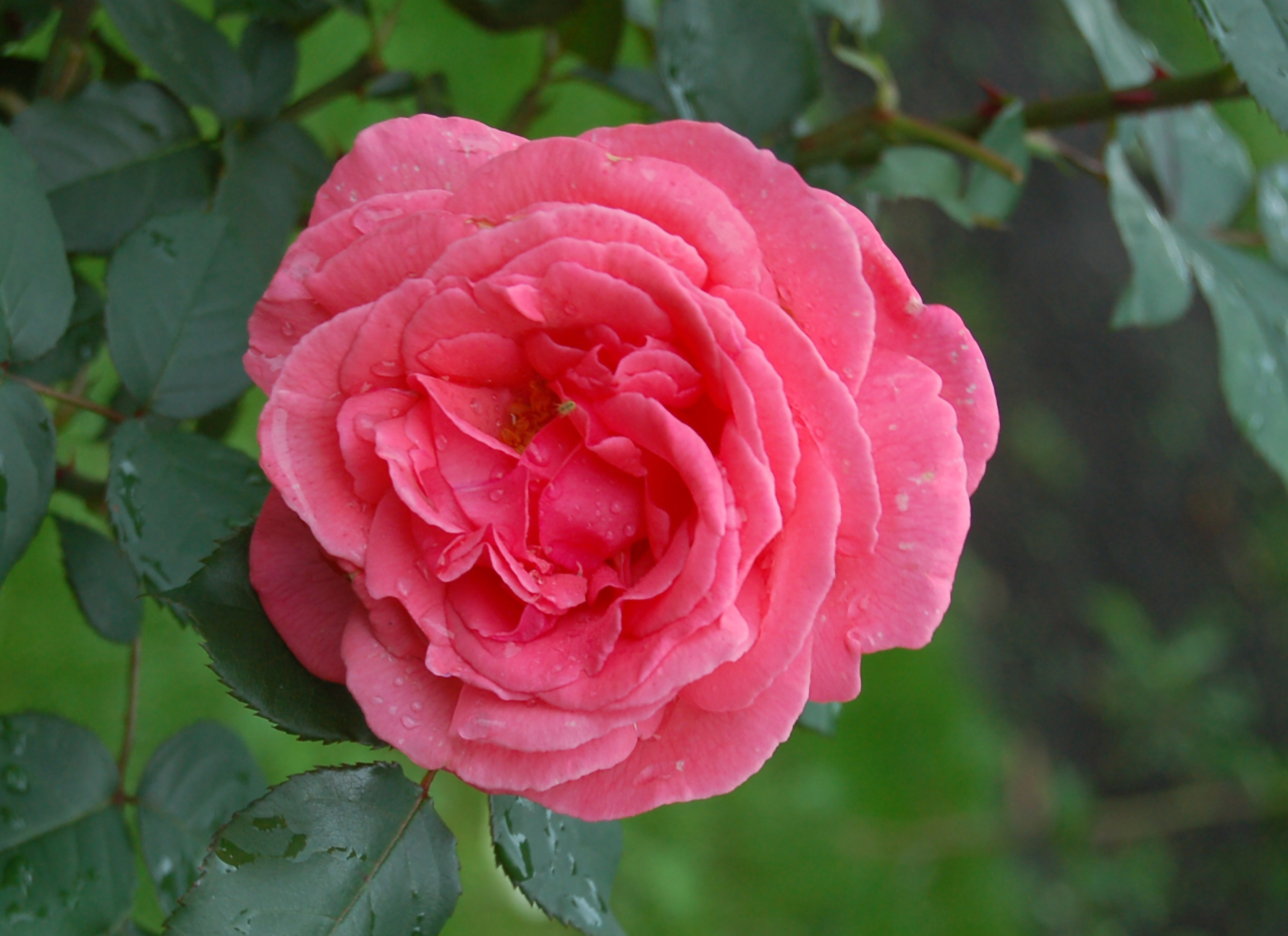
Rosa 'Pariser Charme'

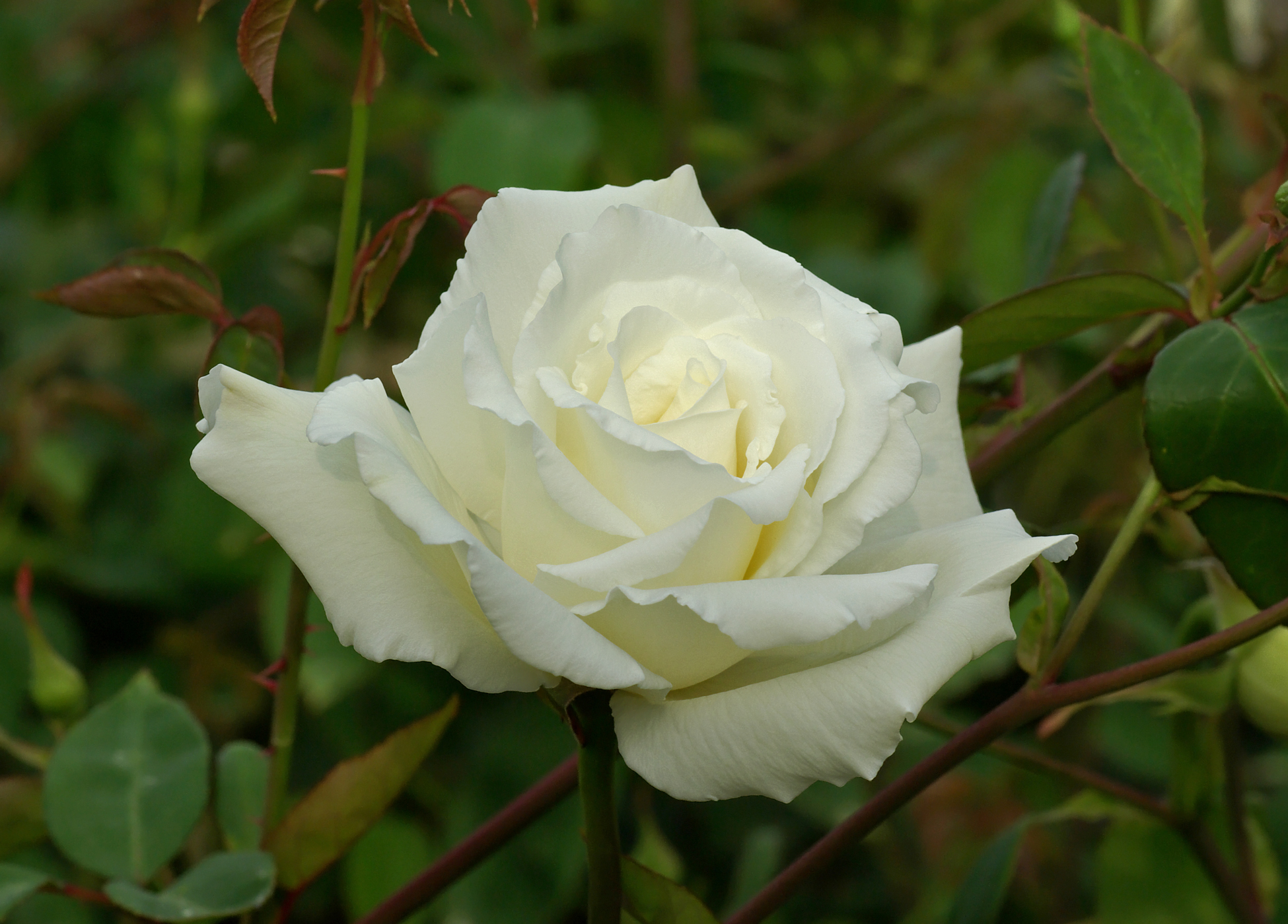
Rosa 'Mrs. Herbert Stevens'

Чайно-гибридные розы и их клаймеры (Чг) – Hybrid Tea and Climbing Hybrid Tea (HT & Cl HT)  — класс сортов роз из группы современные садовые розы по классификации, принятой в 1976 году в Оксфорде Всемирной федерацией обществ розоводов.
В 1867 году в результате скрещивания ремонтантной и чайной роз был получен сорт 'La France', который считается родоначальником класса чайно-гибридных роз – одной из наиболее популярных групп среди современных роз. Создателем этого сорта был французский селекционер роз Жан-Батист Андре Гийо.  
Согласно другой версии, первыми сортами чайно-гибридных роз должны считаться 'Cheshunt Hybrid' George Paul, Jr., 1872 и 'Madame Lacharme' François Lacharme, 1872, поскольку 'La France' первоначально поступила в продажу как гибридная бурбонская роза.
Лионский селекционер Joseph Pernet-Ducher в 1890-х годах работал над получением роз с цветками глубокого жёлтого цвета, используя Rosa foetida. Скрестив с ней старинную пурпурно-красную ремонтантной розу 'Antoine Ducher' в 1900 году, он получил 'Soleil d'Or' с желтыми цветками более интересного оттенка, чем можно было встретить у сортов чайных роз. Этот сорт и его потомки составляют группу "Pernetiana Roses", названную в честь создателя. В настоящее время они включены в классы гибриды розы Фетида и чайно-гибридные розы. К концу 1920-х годов эти сорта стали использоваться для создания  современных чайно-гибридных роз. В результате были получены 'Madame Edouard Herriot', 'Los Angeles', 'Souvenir de Georges Pernet', 'Willowmere', 'Autumn', 'California', 'Arthur R. Goodwin', 'Lyon-Rose'.
Отличительными чертами чайно-гибридных роз являются высочайшее качество цветка и непрерывность цветения.
Высота среднерослых сортов 60—70 см, высокорослых — 80—100 см. В средней полосе России эти розы распускаются в середине-конце июня и обильно цветут до осени. Цветки диаметром 10—14 см, бывают махровыми (25—35 лепестков) и густомахровыми (50—60 лепестков), единичные или в небольших соцветиях. Окраска и фактура лепестков разнообразны. 
Аромат включает богатую гамму запахов – от густых до тонких и лёгких. Селекция направлена не только на работу с цветками. Большое значение придаётся форме и пропорциональному строению куста, его хорошей облиствённости, цвету листьев, зимостойкости и устойчивости к заболеваниям. 
В некоторых странах, в частности во Франции и Голландии, в каталогах для массового потребителя чайно-гибридные розы именуют крупноцветковыми (официальный синоним).
Появление чайно-гибридных роз было выдающимся событием, так как по своим качествам они превзошли все ранее известные формы и сорта. И в настоящее время, в том числе благодаря столетней истории и непрерывному улучшению качества сортов, они являются ведущими и наиболее широко используются в декоративных насаждениях и оранжерейной культуре для получения срезки.

## Агротехника
Корнесобственные растения большинства сортов чайно-гибридных роз слабо растут и цветут (особенно в первый год вегетации); часть растений погибает после посадки в грунт, другая — в течение зимы. Массовый выпад молодых корнесобственных саженцев происходит потому, что корневая система большинства представителей этого класса отстаёт по развитию от других групп роз и 1—2 года остаётся поверхностной, мочковатой, с большим количеством первичных, ломких, быстро отмирающих корешков. Корневая система с крупными, устойчивыми скелетными корнями формируется, как правило, к концу второго года вегетации.
Только немногие сорта с быстро развивающейся, глубоко проникающей, сильно разветвленной корневой системой можно успешно выращивать в открытом грунте. В их числе 'Curly Pink', 'M-me Rene Collette', 'Утро Москвы' и др. Лучшие сорта чайно-гибридных роз и близких к ним роз группы грандифлора можно с успехом выращивать на собственных корнях в южных районах России и в оранжереях для получения срезки.
В зимний период в средней полосе России количество погибших кустов и степень повреждений перезимовавших определяется индивидуальными свойствами каждого сорта.

## Некоторые сорта
- 'Aida'
- 'Belvedere'
- 'Clair Renaissance'
- 'Comtesse de Provence'
- 'Duftwolke'
- 'Elina'
- 'Princess Alexandra'
- 'Peace'
- 'Rosemary Harkness'
- 'Климентина'